# Rulle Abrahamsson
Rudolf (Rulle) Abrahamsson, född 13 juli 1911 i Arnäs, Västernorrlands län, död 1986, var en svensk konstnär.
Han var son till målarmästaren Jonas Abraham Abrahamsson och Hanna Vågberg och från 1938 gift med Karin Margareta Nordlander. Abrahamsson studerade vid Tekniska skolan i Stockholm samt vid Skolen for dansk Kunsthaandværk i Köpenhamn och i Tyskland. Han ställde ut separat på Svensk-franska konstgalleriet i Stockholm och han medverkade att flertal gånger i utställningen Unga tecknare på Nationalmuseum och i den norrländska samlingsutställningen på Liljevalchs konsthall. Hans konst består av landskapsmotiv från Norrland och figurtavlor med arbetare i olja. Abrahamsson är representerad vid Kalmar läns museum.